# Kanton Bayonne-Nord
Kanton Bayonne-Nord (francouzsky Canton de Bayonne-Nord) je francouzský kanton v departementu Pyrénées-Atlantiques v regionu Akvitánie. Tvoří ho 2 obce.

## Obce kantonu
- Bayonne (severní část)
- Boucau